# ドナルド・トランプとウクライナ論争
ドナルド・トランプとウクライナ論争またはウクライナ疑惑は、2019年に行われたドナルド・トランプによるウクライナへの働きかけと、それを問題視して弾劾手続の開始を模索する民主党による論争。

## ウクライナのガス会社をめぐる疑惑
元アメリカ合衆国副大統領で2020年アメリカ合衆国大統領選挙への立候補を目指すジョー・バイデンの次男であるハンター・バイデンは、2014年から2019年まで、ウクライナの天然ガス会社であるブリスマ・ホールディングスの取締役を務めていた。同社は、2016年までに何らかの疑惑を抱えウクライナ検察当局の捜査対象となっていたが、父親のバイデン副大統領がウクライナを訪問した際に同国の検事総長を罷免するよう要求すると、まもなくウクライナ議会は検事総長を罷免。会社は、検察当局からの追及を免れていた。
2019年7月25日、ドナルド・トランプ大統領は、ウクライナへの軍事支援を進めているタイミングでウォロディミル・ゼレンスキー大統領と電話で会談。秘密裏にバイデン親子のウクライナにおける活動について捜査するよう要請していたが、同年8月頃、会談の内容が何者かの手で明らかになった（告発者はCIA職員と複数メディアが報じている）。ウクライナ検察に働きかけていた人物として、トランプ顧問弁護士チームのルドルフ・ジュリアーニが名指しされ、本人も認めた。ナンシー・ペロシ下院議長を始めとした民主党議員らは、職権乱用であるとして大統領の姿勢を一斉に批判し始めた。

## 大統領弾劾裁判
民主党側は、2017年のトランプ政権誕生以降、大統領選挙におけるロシアとの共謀疑惑などを足がかりに大統領弾劾を模索してきた。明らかになったウクライナへの要請は、軍事支援を背景とした干渉で、国の安全保障と引き換えに政敵への妨害を試みたとの解釈もできることから、大統領の弾劾に向けた新たな材料となった。2019年9月24日、ペロシ下院議長は民主党の会合後、弾劾調査を開始すると発表した。
2019年9月26日、トランプ側は電話会談の記録を公表。ウクライナ側に捜査を促す発言はあったが、軍事支援関連のやりとりはなく「いかなる圧力もなかった」と改めて主張した。また、ウクライナのゼレンスキー大統領も、会談記録の公表に合わせてトランプからの圧力を否定するコメントを発表した。
2019年10月8日、トランプは証人喚問や証拠提出を求める下院民主党に反発し、ペロシらにあてた書簡で弾劾に向けた調査には協力しないと表明。全面対決の姿勢を鮮明にした。弾劾に関してホワイトハウスの顧問は、ペロシらあての書簡の中で手続きを始めるためには下院本会議で採決にかける必要があると主張。一方の民主党側は、下院本会議での採決は憲法で義務付けられていないと指摘して対立した。
2019年10月9日、ウクライナ論争の切っ掛けを作ったジョー・バイデンは、ニューハンプシャー州で行われた選挙集会に出席。「トランプが国を裏切り就任宣誓を破った」、「大統領は弾劾されるべき」として初めてウクライナ論争に関する批判を行った。民主党から大統領選への立候補者を選ぶ戦いで終始リードしてきたジョー・バイデンではあったが、夏場以降、健康問題なども加わり支持率が低下。批判を行った前日には、二番手候補だったエリザベス・ウォーレンに支持率で逆転を許したとする調査結果も現れていた。
2019年12月10日、民主党はドナルド・トランプ大統領による職権乱用、議会妨害を理由に弾劾訴追状を作成したことを発表した。職権乱用は、トランプ大統領がウクライナ政府への軍事支援を保留し、バイデン親子への捜査を求めたこと。また議会妨害は、下院の弾劾調査に応じない連邦当局者らに命じたこととなっている。手続き的には、下院で大統領訴追の是非を問う採決の準備、続いて上院での弾劾裁判を行う準備が整ったこととなる。12月18日、下院は弾劾訴追決議案に関する審議を行い、職権乱用について賛成230反対197、議会妨害について賛成229反対198でそれぞれ可決し、トランプは弾劾訴追された史上3人目の大統領となった。
2020年2月5日、上院の弾劾裁判で陪審員を務める上院議員による評決があり、職権乱用については有罪48人、議会妨害については有罪47人と、罷免に必要な3分の2（67票）以上の有罪票が得られず、無罪評決となった。